# Tatsuhiko Saiki
Tatsuhiko Saiki (jap. 斎木 達彦, Saiki Tatsuhiko; * 5. Oktober 1995) ist ein japanischer Grasskiläufer. Er fährt vorwiegend FIS-Rennen in seinem Heimatland und nahm 2011 erstmals an einer Weltmeisterschaft und einer Juniorenweltmeisterschaft teil. In Weltcuprennen, die hauptsächlich in Europa ausgetragen werden, startete er bisher nicht.

## Karriere
Saiki nahm 2010 erstmals an FIS-Rennen in Japan teil und fuhr im Juli 2011 erstmals auf das Podest. Die ersten Starts in Europa absolvierte er im August 2011 bei der Weltmeisterschaft und der zugleich ausgetragenen Juniorenweltmeisterschaft am Atzmännig bei Goldingen in der Schweiz. Er nahm aber sowohl bei den Junioren als auch in der Allgemeinen Klasse nur an jeweils einem Wettbewerb teil. In der Allgemeinen Klasse belegte er im Super-G als Vorletzter den 34. Platz, während er im Riesenslalom der Junioren den achten Platz erreichte. 2012 startete Saiki neben FIS-Rennen in Japan, bei denen er erneut einen Podestplatz erzielte, in allen Wettbewerben der Juniorenweltmeisterschaft 2012 im deutschen Burbach. Er belegte meist Platzierungen im hinteren Mittelfeld und erreichte als bestes Ergebnis den 15. Rang im Slalom.

## Erfolge

### Weltmeisterschaften
- Goldingen 2011: 34. Super-G

### Juniorenweltmeisterschaften
- Goldingen 2011: 8. Riesenslalom
- Burbach 2012: 15. Slalom, 16. Super-Kombination, 18. Super-G, 23. Riesenslalom